# Opius karesuandensis
Opius karesuandensis är en stekelart som beskrevs av Fischer 1964. Opius karesuandensis ingår i släktet Opius och familjen bracksteklar. Arten är reproducerande i Sverige. Inga underarter finns listade i Catalogue of Life.